# Antoni Chavalier Grimaldi
Antoni, kawaler Grimaldi (ur. 2 października 1697 w Paryżu, zm. 28 listopada 1784 w Monako) – faktyczny władca Monako od 20 maja 1732 roku do śmierci (52 lata i 192 dni), najpierw jako regent Jakuba I, później Honoriusza III.
Był nieślubnym synem księcia Antoniego I Grimaldi oraz tancerki Elżbiety Durfort, uznanym w 1715 roku. Z prawego łoża jego ojciec miał jedynie sześć córek. Zgodnie z zasadami sukcesji tron mogła odziedziczyć córka władcy, o ile jej mąż przyjął nazwisko Grimaldi. Antoni I i jego żona Maria zgadzali się, że tron przekażą najstarszej żyjącej córce Ludwice Hipolicie. Nie mogli się porozumieć co do jej małżonka – książę popierał hrabiego de Roye z rodu Rouchefoucauld, a księżna Karola, hrabiego de Lux z rodu Montmorency. Ostatecznie na skutek podstępu żony w 1715 mężem Ludwiki Hipolity został Jakub de Goyon de Mantignon. Gdy 20 lutego 1731 Ludwika Hipolita objęła władzę, lud Monako chłodno przyjął księcia, uważając, że tron winien być w rękach księżniczki, a po jej śmierci ich wspólnego dziecka (jedenastoletniego wówczas Honoriusza). Niespodziewanie zmarła ona 29 grudnia 1731 w epidemii ospy. Jakub próbował przejąć władzę, ale kardynał Andrzeja Herkulesa de Fleury powstrzymał go przed tym. 20 maja 1732 mianował Antoniego kapitanem generalnym (faktycznym regentem), a formalną abdykację podpisał 7 listopada 1733.
Od tego czasu Antoni sprawował faktyczną władzę w Monako, bowiem Honoriusz mieszkał wraz z ojcem w Hôtel Matignon w Paryżu. Jakub planował dla syna karierę wojskową, mimo że ten w 1734 stał się formalnym księciem Monako. W 1748 roku Honoiriusz, po raz pierwszy od 1731 przybył do Monako, jednak nie objął władzy, widząc efekty panowania wuja. Antoni starał się prowadzić rozważną politykę, unikając m.in. udziału w wojnie o sukcesję austriacką i przyjmując statki obydwu stron. Po tym jak Honoriusz III nakazał mu w kwietniu 1744 wysłać 400 żołnierzy po stronie francuskiej, stał się wrogiem Habsburgów i ich sojusznika, króla Sardynii Karola Emanuela III. Usiłował on zająć Mentonę i przez kilka miesięcy 1747 blokował port Monako. 14 i 24 listopada 1760 roku zostały podpisane ostateczne porozumienia z Karolem Emmanuelem III dot. rozstrzygnięcia sporu terytorialnego z mieszkańcami La Turbie. Monegaskowie otrzymali pas szerokości 600 m wokół Skały Monako oraz drogę do Mentony i nabrzeże aż do Roquebrune. Za rządów Antoniego powstała w 1760 roku pierwsza monakijska drukarnia, która wydrukowała m.in. dwanaście tomów Annali d’Italia oraz wydawaną w latach 1768-1775 dwa razy w tygodniu gazetę Le Courier de Monaco. Zmarł po ponad półwiecznych rządach, a wówczas obejmujący faktyczną władzę Honoriusz III miał 63 lata.
Antoni nigdy się nie ożenił i nie miał dzieci. Jego szczątki zostały przeniesione do katedry w Monako w 1966.